# Roger Degueldre

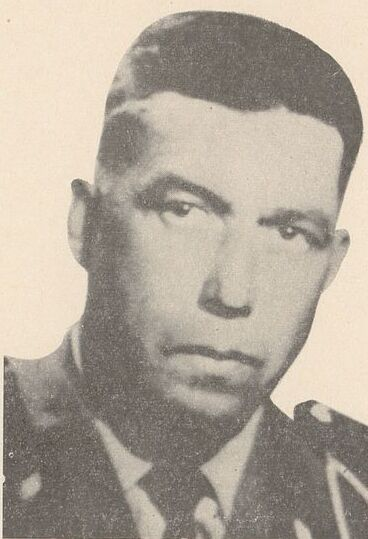

Roger Hercule Gustave Degueldre (* 1925 in Louvroil, Département Nord; † 6. Juli 1962 in Ivry-sur-Seine) war französischer Kommandeur von Terror-Einheiten der Untergrundorganisation OAS. Er befehligte die sogenannten Delta Commandos in den letzten Monaten der französischen Herrschaft über Algerien (Algerienkrieg). Nach eigenen Angaben stammte er aus Nordfrankreich.
Degueldre, Veteran der Schlacht von Dien Bien Phu, desertierte im Jahre 1960 aus der Fremdenlegion. Er begann bei der OAS aktiv zu werden und soll bis zu 500 Mitglieder rekrutiert haben.
Am 7. April 1962 wurde er festgenommen, am 28. Juni 1962 zum Tode verurteilt und am 6. Juli 1962 im Fort d’Ivry nahe Paris durch ein Erschießungskommando hingerichtet. Er wurde im Gonardsfriedhof in Versailles beerdigt.